# 春日原站

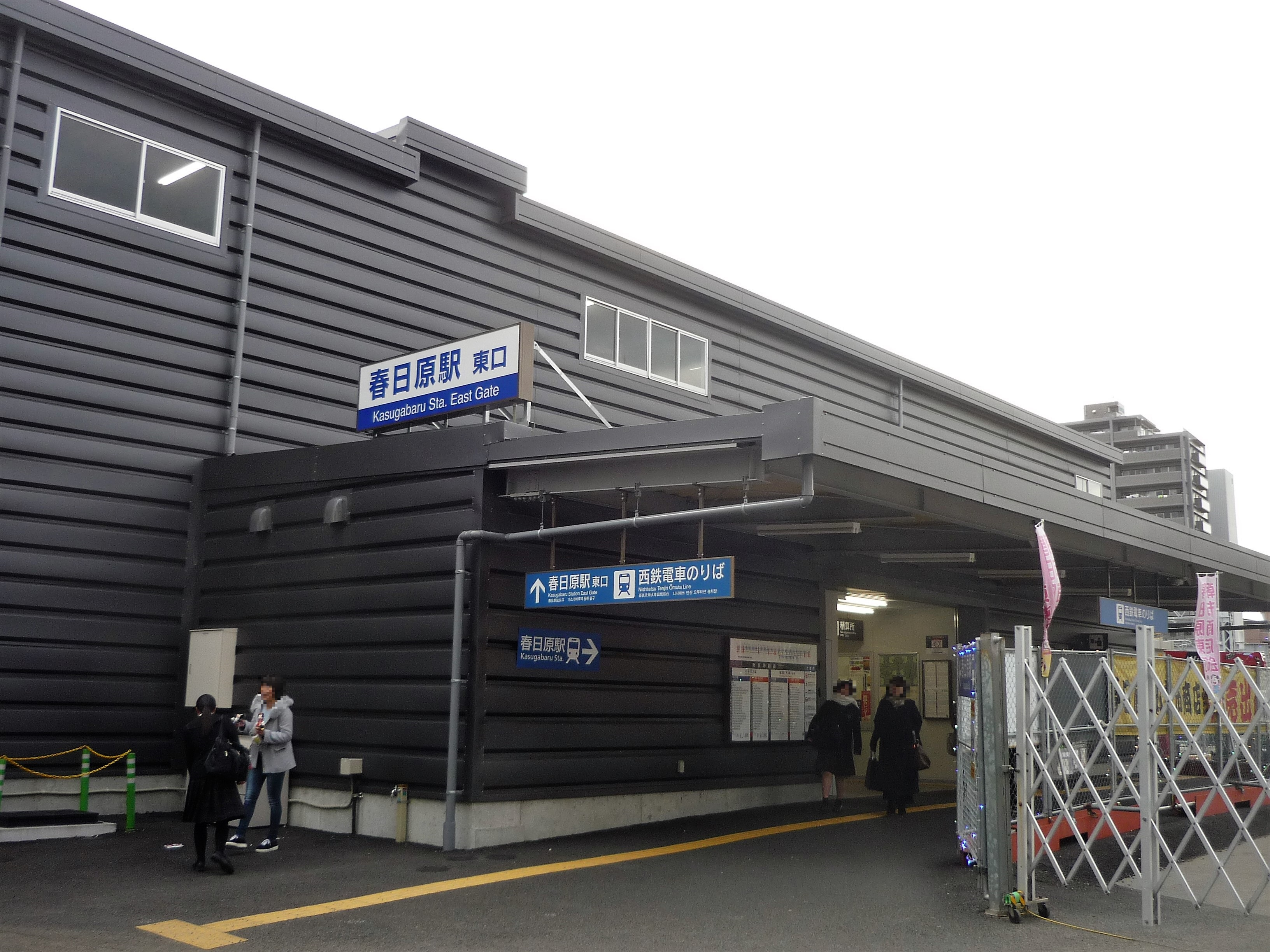
臨時東口(2018年12月)）

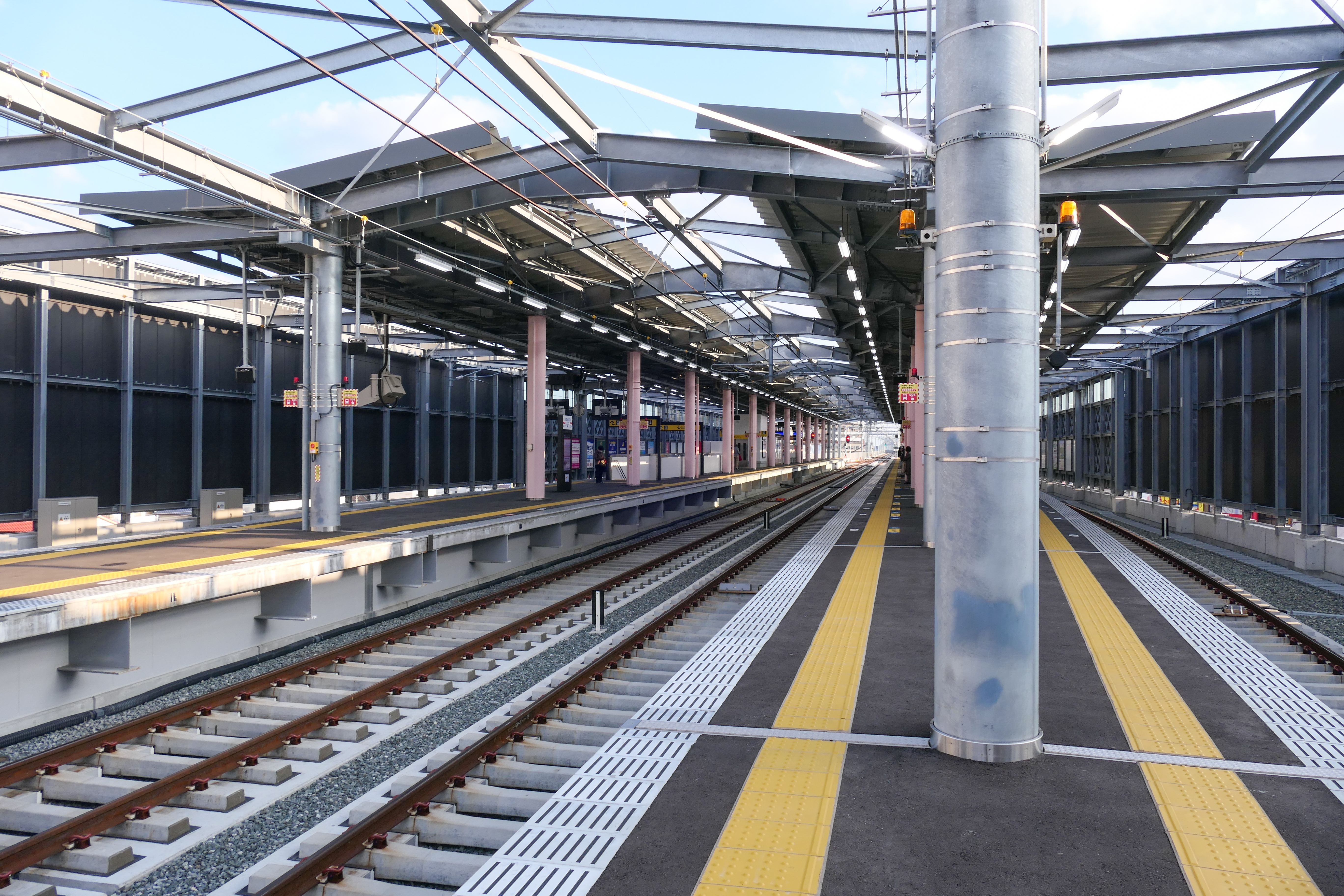
高架化後的月台(2022年12月)

春日原站（日语：／ Kasugabaru eki */?）是位於福岡縣春日市春日原東町一丁目，西日本鐵道（西鐵）的天神大牟田線車站。車站編號為T09。

## 歷史
- 1924年（大正13年）4月12日- 車站啟用。
- 1970年（昭和45年）5月2日 - 車站翻新，成為九州首個設有跨站式站房的車站。
- 1983年（昭和58年）3月26日 - 成為急行停車站（早上繁忙時間，上行使用8卡編成的急行班次除外）。
- 2001年（平成13年）1月20日 - 此站通過的8卡編成急行變為快速急行，成為所有急行班次的停車站。
- 2003年（平成15年）3月1日 - 成為無障礙車站。
- 2008年（平成20年）5月18日 - 此站開始可以使用IC卡nimoca。
- 2017年（平成29年）2月1日 - 此站引入車站編號[1]。
- 2018年（平成30年）2月24日 - 臨時車站大樓開始使用[2]。
- 2022年（令和4年）8月尾 - 預定高架化[3]。西鐵一方在2019年10月尾改變工期前[4]，預計在2021年3月高架化[3]。
- 2024年（令和6年）11月尾 - 預計工程完成[5]。

## 車站構造
本站是地面車站，設有2面4線的島式月台。早上和黃昏會設有普通列車待避特急列車，以及普通和急行的緩急接續。在1970年開始使用的車站大樓是九州首個跨站式站房，隨著進行連續立體交差工程進行，於2018年2月24日使用臨時車站大樓。此站設有兩座臨時車站大樓，分別位於東出口和西出口兩邊，各車站大樓設有事務室和閘機，閘內設有跨線橋連接。

### 月台
| 月台 | 路線          | 上下行 | 方向                               | 備註   |
| ---- | ------------- | ------ | ---------------------------------- | ------ |
| 1    | ●天神大牟田線 | 下行   | 二日市、太宰府、久留米、大牟田方向 | 待避線 |
| 2    | ●天神大牟田線 | 下行   | 二日市、太宰府、久留米、大牟田方向 | 本線   |
| 3    | ●天神大牟田線 | 上行   | 大橋、藥院、福岡（天神）方向       | 本線   |
| 4    | ●天神大牟田線 | 上行   | 大橋、藥院、福岡（天神）方向       | 待避線 |

在大牟田一方設有渡線，因此此站可讓列車折返。在列車的路線牌上會設有「急行 春日原」、「普通 春日原」。在2001年1月20日時間表修正前的平日早上，與在1997年9月27日時間表修正前的假日下午，均設有於此站折返的普通列車。在2001年1月20日時間表修正後便沒有折返列車班次。

## 利用狀況
在2019年度，1日平均上下車人次為22,379人。在西鐵車站中排名第6位。在2017年8月26日，大橋站成為特急停車站後，在特急不停站的車站中，此站是繼井尻站最多人使用的車站（與井尻站相同，急行均停靠兩站）。

以下為各年度1日平均乘車和上下車人次列表。
| 年度               | 1日平均 乘車人次 | 1日平均 上下車人次 |
| ------------------ | ---------------- | ------------------ |
| 1995年（平成07年） |                  | 22,997             |
| 1996年（平成08年） | 11,701           | 23,064             |
| 1997年（平成09年） | 11,636           | 22,924             |
| 1998年（平成10年） | 11,282           | 22,183             |
| 1999年（平成11年） | 10,931           | 21,491             |
| 2000年（平成12年） | 10,616           | 20,915             |
| 2001年（平成13年） | 10,422           | 20,548             |
| 2002年（平成14年） | 10,215           | 20,109             |
| 2003年（平成15年） | 10,292           | 20,325             |
| 2004年（平成16年） | 9,970            | 19,727             |
| 2005年（平成17年） | 9,850            | 19,620             |
| 2006年（平成18年） | 9,877            | 19,796             |
| 2007年（平成19年） | 9,904            | 19,800             |
| 2008年（平成20年） | 9,926            | 20,017             |
| 2009年（平成21年） | 9,814            | 19,820             |
| 2010年（平成22年） | 9,935            | 20,096             |
| 2011年（平成23年） | 9,895            | 20,012             |
| 2012年（平成24年） | 10,022           | 20,255             |
| 2013年（平成25年） | 10,290           | 20,801             |
| 2014年（平成26年） | 10,038           | 20,276             |
| 2015年（平成27年） | 10,440           | 21,063             |
| 2016年（平成28年） | 10,477           | 21,148             |
| 2017年（平成29年） | 10,759           | 21,703             |
| 2018年（平成30年） | 10,923           | 22,063             |
| 2019年（令和元年） |                  | 22,379             |

## 車站周邊
車站位於春日市內，車站東邊200米處已經是大野城市。
- 春日原變電站
- 春日站 - 九州旅客鐵道（JR九州）鹿兒島本線 西南方500米處。
- CAN DO（日语：キャンドゥ）春日原店
- AEON大野城購物中心（日语：イオン大野城ショッピングセンター）（AEON大野城店。舊大野城SATY（日语：サティ (チェーンストア)））　東邊400米。
- 大野城市政廳　東南方500米。
- 福岡皇家切斯特 - 西式結婚場地　東北方500米。
- 筒井之井戶 - 大野城市內的古井戶遺蹟。為縣指定有形民俗文化財。東北方600米。 （页面存档备份，存于）。
- 惠比須神社 - 大野城市內，祭祀事代主神和火產靈神的神社。東北方500米。 （页面存档备份，存于）。

## 巴士路線
巴士路線截至2021年3月13日
- 西鐵巴士二日市（日语：西鉄バス二日市#春日〜那珂川ハイツ線）（JR春日站、光町、春日神社、紅葉丘、大土居、若草、月之浦、天神山、博多南站方向）
由於沒有回轉場，因此下車後便改變巴士路線出發
- 春日市社區巴士「彌生」（春日市內，轉乘前往市內各地）

## 相鄰車站
西日本鐵道
■天神大牟田線
■特急
通過
■急行
大橋（T05）－春日原（T09）－下大利（T11）
■普通
櫻並木（T08）－春日原（T09）－白木原（T10）

## 注腳
1. ↑   (PDF). 西日本鐵道. 2017-01-24  [2017年3月20日]. （原始内容 (PDF)存档于2020-07-28） （日语）.
2. ↑  「平成３０年２月２４日（土曜日）より西鉄春日原駅が仮駅舎に切り替わります」　福岡県ホームページ　2017年12月13日更新 （页面存档备份，存于）（日語）
3. 1 2  れんりつニュース 第7号 令和2年度版PDF（日語） - 福岡市，2020年9月2日參閲。
4. ↑  西鉄天神大牟田線（春日原 - 下大利）連続立体交差事業計画検証委員会についてPDF - 福岡県那珂県土整備事務所、2020年9月2日閲覧。
5. ↑  西鉄天神大牟田線（春日原 - 下大利）連続立体交差事業計画検証委員会についてPDF（日語） - 福岡県那珂県土整備事務所、2020年5月8日閲覧。
6. ↑  . 西日本鉄道株式会社.   [2021-01-14]. （原始内容存档于2021-01-29） （日语）.
7. ↑  福岡市統計書 （運輸・通信） 私鐵各站上下車人次
8. ↑  各駅乗降人員数の推移 （页面存档备份，存于）（日語） - 春日市

## 外部連結
- 春日原站（西鐵沿線web） （页面存档备份，存于）（日語）